# Segunda expedición a Chiloé
La segunda expedición a Chiloé o segunda expedición a Abtao fue una operación naval española desarrollada durante la Guerra hispano-sudamericana que, como continuación de una anterior, tenía como misión localizar y destruir a la flota chileno-peruana que se ocultaba en el archipiélago de Chiloé.
La escuadra española encargada de la misión, formada por la fragata blindada Numancia y la fragata de hélice Blanca, halló a los buques chileno-peruanos resguardados en Huito, un estrecho estero cuya boca habían obstruido los mismos aliados. Las fragatas españolas, al ver que no podrían forzar la entrada y que sus contrincantes no tenían intenciones de salir de su refugio, decidieron poner fin a la misión. De regreso, los españoles capturaron al Paquete del Maule, un vapor de ruedas chileno que transportaba soldados de aquel país.
Aunque los buques aliados no pudieron ser destruidos, estos permanecerán en su refugio durante el resto de la guerra. Tan solo saldrán las corbetas peruanas Unión y América a finales de marzo de 1866 hacia el estrecho de Magallanes, en la dirección opuesta a la que se encontraban los barcos españoles. La inactividad de la flota combinada provocó que en Perú y Chile se la conociera como la «Armada Invisible».

## Antecedentes

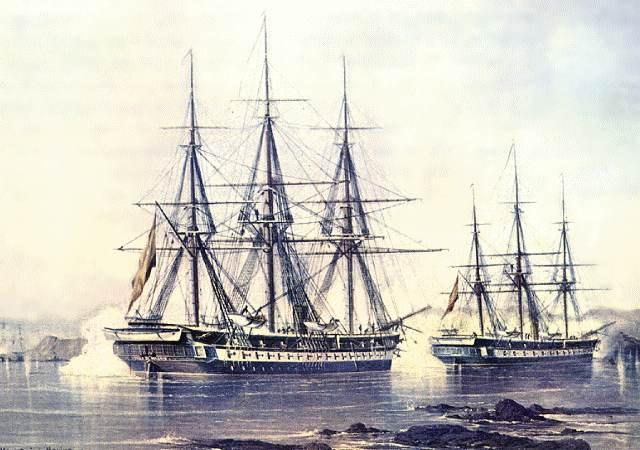
Las fragatas españolas ' y ' durante el combate de Abtao.

El 21 de enero de 1866 las fragatas de hélice españolas Villa de Madrid y Blanca salieron del puerto de Valparaíso por orden del brigadier Casto Méndez Núñez, comandante general de la Escuadra del Pacífico. Su misión era localizar y destruir a la flota combinada chileno-peruana que los informes situaban, con acierto, oculta en el archipiélago de Chiloé.
Tras explorar los canales chilotes, los buques españoles descubrieron la posición de sus contrincantes. El Jefe de la Escuadra aliada, el chileno Juan Williams Rebolledo había ordenado organizar un apostadero donde reunir a los barcos bajo su mando en una ensenada resguardada tras la isla Abtao, cuya estrecha boca había sido artillada para una mejor defensa.
Ambas flotas se encontraron el 7 de febrero y comenzaron un intenso cañoneo a gran distancia  (unos 1.500 metros de media) durante el cual se llegaron a realizar 2.000 disparos aproximadamente. Esta acción, que pasó a ser conocida como el combate de Abtao, acabó sin un resultado claro. Las bajas y los daños en ambas flotas no fueron grandes.
Las fragatas españolas decidieron regresar a Valparaíso al día siguiente ante la imposibilidad de forzar la entrada del apostadero aliado, por la gran cantidad de bajíos y arrecifes presentes en la zona.
Méndez Núñez reunió a la Junta de Oficiales para exponerles su plan, organizaría una nueva expedición con el mismo objetivo, pero, esta vez, iría él mismo y a bordo de la blindada Numancia, acompañado de la Blanca. Puesto que Chile había rechazado las propuestas británicas y francesas para poner fin al conflicto, consideró que no era necesaria su presencia en Valparaíso, donde quedarían el resto de fuerzas al mando de Manuel de la Pezuela, comandante de la Berenguela.
Méndez Núñez escribiría lo siguiente al ministro de Marina:

Reconozco las dificultades de él [el viaje] y sus peligros, y que es muy probable que ó no encontremos al enemigo, ó que éste se haya situado en punto á donde no lleguen los fuegos de las fragatas; pero en mi opinión, mi deber es poner de mi parte todos los medios para destruirlos. Si no lo consigo por imposibilidad material, no será nuestra la culpa, y podemos considerarnos autorizados para todo. Si al intentarlo perdiésemos una fragata, aun cuando esta fuese la Numancia, no creo sea consideración que deba tomarse en cuenta cuando se trata de la honra de nuestro país y de su marina.
Fragata Numancia, Valparaíso y Febrero 16 de 1866.

La flota combinada chileno-peruana, tal y como suponían los españoles, cambió de refugio. Y lo hicieron porque suponían que sus enemigos volverían a Abtao con refuerzos. Ambos contendientes acertaron, pues, en sus suposiciones.
Williams Rebolledo ordenó desarmar el apostadero y embarcar todo en los buques, levar anclas y buscar un refugio más seguro el 12 de febrero. En primer lugar se buscó en la zona de Ancud (ciudad a la que los españoles continuaban llamando San Carlos de Chiloé), pero, finalmente, se decidió por el estero de Huito, un lugar con una estrecha entrada de difícil acceso, al que partieron el día 18. Se decidió mejorar sus defensas naturales fortificando la boca con unas baterías que se montarían con los cañones recuperados de la fragata Amazonas, un buque de la escuadra peruana que se había perdido al encallar en las cercanías de la isla Abtao. Además, la entrada se cerró con las cadenas del mismo barco. Finalmente se echaron a pique en la misma boca una lancha y el vapor de hélice chileno Lautaro, que había quedado inutilizado por un accidente en sus calderas, para obstruirla.

## Desarrollo de la expedición

Ruta aproximada de las naves españolas hasta Abtao. El mapa solo muestra la costa de tierra firme, sin los bajos, rocas escasamente sumergidas, variaciones debido a las mareas ni las corrientes producidas. Las naves peninsulares eligieron el derrotero del sur debido a la falta de cartas de navegación para el canal de Chacao. La ubicación de «Puerto Low» y «Puerto Oscuro» es aproximada.

El 17 de febrero salieron de Valparaíso la Numancia y la Blanca en dirección a Chiloé. La Blanca haría de guía y exploradora en los difíciles canales chilotes.
El día 28 las fragatas españolas fondearon en Puerto Low, en la isla Gran Guaiteca. Allí, la Blanca recibió carbón procedente de la Numancia, buque que podía almacenar mucha más cantidad. Esa misma tarde, siguiendo los pasos de la expedición anterior, pusieron rumbo a Puerto Oscuro, en la isla Grande de Chiloé. Aquella noche, mientras navegaban por el golfo de Corcovado, se levantó una densa niebla. Las naves dejaron de verse la una a la otra, por lo que fue necesario cada cierto tiempo disparar los cañones, encender bengalas o tocar las cornetas. Sobre las 5:00 del 29 de febrero, Méndez Núñez calculó que debían estar cerca de los bajíos de las islas Desertores, por lo que ordenó parar las máquinas y esperar a que se despejara algo para continuar. A las 14:30, cuando por fin aclaró algo, descubrieron que las corrientes les habían arrastrado hacia el sur. A media tarde volvió a formarse la niebla. Alrededor de las 15:00 del 1 de marzo fondearon finalmente en las aguas de Puerto Oscuro.
Sobre las 4:45 del 2 de marzo, mientras los buques españoles se preparaban para continuar su viaje, la Blanca recibió fuego de fusilería procedente de unos 200 soldados chilenos ocultos en un bosque cercano. La fragata se puso en marcha y maniobró para presentar su costado. Tras varios disparos de metralla, cesó el fuego chileno. Aunque estos creyeron haber causado numerosas bajas y daños de consideración, según comunicó Topete a Méndez Núñez, no hubo ninguna baja en la Blanca. Al parecer, los disparos españoles tampoco causaron bajas chilenas.
A las 9:40 las fragatas se acercaron a la isla Abtao, por lo que se tocó zafarrancho de combate. A las 10:00, tras comprobar que la flota combinada ya no se encontraba en aquel lugar, la Blanca se adelantó para explorar la ensenada. Tras ello, continuó explorando las islas, ensenadas y canales de la zona y sondando los fondos. Estando fondeadas ambas naves en la isla Tabón, en una zona lo suficientemente profunda para el calado de la Numancia, contactaron con una embarcación de la zona que les informó de la posición de los buques chileno-peruanos y de las medidas que habían tomado para impedir que las fragatas españolas forzaran la entrada. Con esta información, Méndez Núñez decidió finalizar la misión y regresar a Valparaíso.

### Regreso a Valparaíso

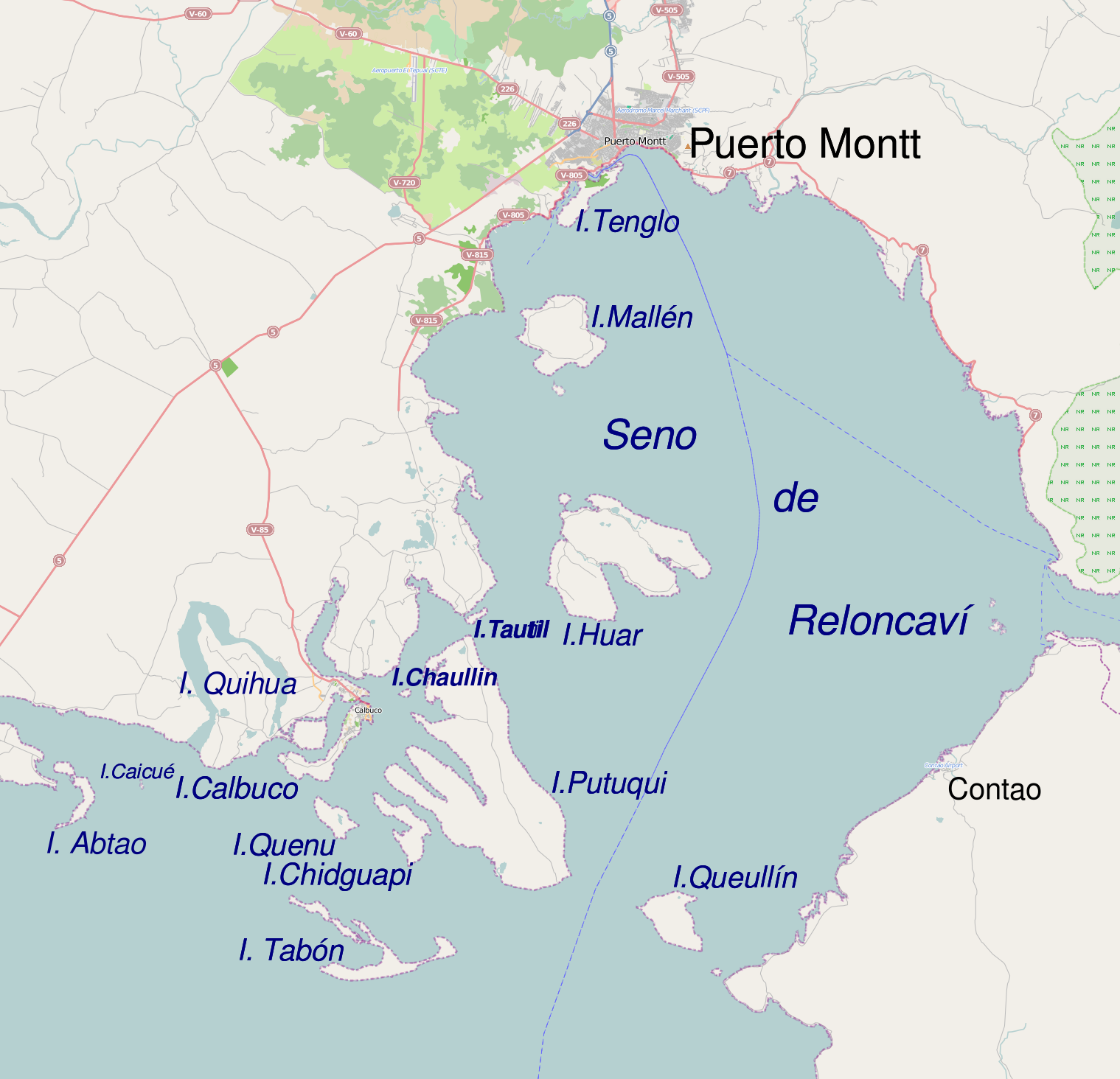
Plano moderno del archipiélago de Calbuco. El estero de Huito, con forma de arco, entre las islas Quihua y Chaullín. A la izquierda la isla Abtao, también con forma de arco.

A las 7:00 del 3 de marzo, los buques españoles pusieron rumbo a Puerto Low, al que no llegaron hasta la tarde del 5 debido, nuevamente, a la espesa niebla que les obligaba a navegar despacio. Aquel mismo día levaron anclas y se dirigieron hacia el golfo de Arauco, a donde llegaron el día 9. Al poco de fondear en la isla Santa María, Méndez Núñez ordenó a Topete partir hacia Lota para que apresara a los buques que transportaran carbón.
Cuando la Blanca se dirigía a su destino, divisó un vapor con bandera británica que intentaba salir a mar abierto por el sur del golfo. Comenzó entonces a perseguirle hasta que, tras disparar un cañonazo, la fragata española consiguió que parara y se rindiese. La presa era el vapor de ruedas Paquete del Maule, un buque auxiliar chileno que transportaba tropas de aquel país. En total fueron hechos prisioneros 126 individuos de tropa y marinería, entre los que se encontraban siete oficiales y un jefe (el capitán de corbeta Luis Alfredo Lynch, comandante del barco).
A la mañana siguiente, zarpó nuevamente la Blanca hacia Lota, acompañada de una lancha de la Numancia. En Coronel apresaron dos bricbarcas cargadas con mil toneladas de carbón entre las dos, una prusiana y la otra italiana.
El 11 de marzo, al poco de reemprender el viaje de vuelta a Valparaíso, se avistó un vapor que se dirigía a Lota. La Blanca salió en su persecución. En esta ocasión se trataba de un buque mercante que llevaba pasajeros desde Nueva York a San Francisco. Enterado Méndez Núñez, permitió que cargaran todo el carbón que necesitaran para continuar su travesía.
Al día siguiente, las fragatas españolas y todas sus presas volvieron a ponerse en movimiento. El 13 de marzo la Numancia, junto con el Paquete del Maule se adelantó, llegando a su destino el 14. El resto de buques llegarían un día más tarde.

## Consecuencias
Aunque la mayoría de los mandos de la escuadra española no había estado muy de acuerdo en arriesgar la Numancia en una misión como aquella, cuando la fragata regresó sin haber sufrido incidente alguno, tanto españoles como extranjeros coincidieron en alabar la pericia de los marinos que habían culminado un viaje así. Especiales elogios recibió la Blanca y su comandante, Juan Bautista Topete, que en dos ocasiones hizo de guía y exploradora y en ninguna tuvo percance alguno. Méndez Núñez escribiría lo siguiente en el informe remitido al ministerio de Marina:

[...] debiendo muy particularmente llamar la atención de V. E. sobre el mérito especial contraído por el Sr. Comandante de la Blanca, el que en ambas expediciones ha llevado todo el peso de ellas, siendo el constante explorador, desempeñando su cometido con la mayor previsión, inteligencia y tino.
Fragata Numancia, Valparaíso y Marzo 17 de 1866.

Sobre las razones que le llevaron a ordenar las dos expediciones a Chiloé y las dificultades para llevarlas a cabo, escribiría Méndez Núñez:

Terminante y expresa como fué mi opinión de arrostrar toda clase de riesgos y peligros en la difícil navegacion dos veces practicada por buques de esta escuadra en parajes en que las continuas densas nieblas, infinitas islas, islotes y bajos que forman este Archipiélago, más las no observadas vivas corrientes, hacen sea en cualquier circunstancia y por buques para ello á propósito y dotados de buenos prácticos, siempre arriesgada esta navegación; pero en mi juicio imprescindible de hacerse mientras los buques enemigos estuviesen situados en donde fueren alcanzados por nuestros proyectiles; hoy que se esconden, hoy que me convenzo por mí mismo de la magnitud de esta empresa, en la que de no haber sido suficientes conocimiento, celo, entusiasmo y exquisita vigilancia de los Sres. Comandantes, así como de los Oficiales para llevarla á feliz término con esta clase de buques; igualmente es terminante mi juicio de que la responsabilidad en que incurriría el Jefe exponiéndolos estérilmente sería tan grande ante el Gobierno de S. M. y el país, como sagrado el deber de la Marina emprenderla en el anterior caso.
Fragata Numancia, Valparaíso y Marzo 17 de 1866.

En la misma comunicación, el comandante general de la Escuadra del Pacífico escribiría sobre el combate de Abtao en los siguientes términos:

Hoy puedo también [...] apreciar debidamente el resultado del combate sostenido por la Villa de Madrid y Blanca en Abtao; y aparte de las averías considerables causadas al enemigo, el sitio donde tuvo lugar, la hora en que fué emprendido y la noche que tuvieron que pasar despues de él, hacen un conjunto de una operación marinera-militar superior á todo encomio.
Fragata Numancia, Valparaíso y Marzo 17 de 1866.

Aunque los buques aliados no pudieron ser destruidos, estos permanecerán en su refugio durante el resto de la guerra. Tan solo saldrán las corbetas peruanas Unión y América a finales de marzo de 1866 hacia el estrecho de Magallanes, en la dirección opuesta a la que se encontraban los barcos españoles. La inactividad de la flota combinada provocó que en Perú y Chile se la conociera como la «Armada Invisible».